# Tigriopus brachydactylus
Tigriopus brachydactylus is een eenoogkreeftjessoort uit de familie van de Harpacticidae. De wetenschappelijke naam van de soort is voor het eerst geldig gepubliceerd in 1959 door Candeias.